# Scintilla verrucosa
Scintilla verrucosa is een tweekleppigensoort uit de familie van de Galeommatidae. De wetenschappelijke naam van de soort is voor het eerst geldig gepubliceerd in 2005 door Lutzen & Nielsen.